# Fridericia uniampullata
Fridericia uniampullata är en ringmaskart som först beskrevs av Anders Backlund 1946.  Fridericia uniampullata ingår i släktet Fridericia, och familjen småringmaskar. Arten är reproducerande i Sverige.